# Elecciones regionales de Nariño de 2023
Las Elecciones regionales de Nariño de 2023, se llevaron a cabo el 29 de octubre de 2023 en el departamento de Nariño, donde serán elegidos los siguientes cargos para un período de cuatro años contados a partir del 1.º de enero de 2024:
- Al Gobernador de Nariño quien funge como jefe administrativo del departamento.
- A los 14 diputados de la Asamblea Departamental de Nariño.
- A los 64 alcaldes de cada uno de los municipios del departamento.
- A los 637 concejales de cada uno de los municipios del departamento.

## Legislación
Según la Constitución de Colombia, pueden ejercer su derecho a sufragio los ciudadanos mayores 18 años de edad que no hagan parte de la Fuerza Pública, no estén en un proceso de interdicción, y que no hayan sido condenados. Las personas que se encuentran en centros de reclusión, tales como cárceles o reformatorios, podrán votar en los establecimientos que determine la Registraduría Nacional. La inscripción en el registro civil no es automática, el ciudadano debe dirigirse a la sede regional de la Registraduría para inscribir su identificación personal en un puesto de votación.
La Ley 136 de 1994 establece que para ser elegido alcalde se requiere ser ciudadano colombiano en ejercicio y haber nacido o ser residente del respectivo municipio o de la correspondiente área metropolitana durante un año anterior a la fecha de inscripción o durante un período mínimo de tres años consecutivos en cualquier época. Los gobernadores y alcaldes se eligen por mayoría simple, sin tener en cuenta la diferencia de votos con relación a quien obtenga el segundo lugar.
Está prohibido para los funcionarios públicos difundir propaganda electoral a favor o en contra de cualquier partido, agrupación o movimiento político, a través de publicaciones, estaciones de televisión y de radio o imprenta pública, según la Constitución y la Ley Estatutaria de Garantías Electorales. También les está expresamente prohibido acosar, presionar, o determinar, en cualquier forma, a subalternos para que respalden alguna causa, campaña o controversia política.
Los organismos encargados de velar administrativamente por el evento son la Registraduría Nacional del Estado Civil y el Consejo Nacional Electoral.

### Voto en blanco
De acuerdo con la sentencia C-490 de 2011 de la Corte Constitucional de Colombia, que declaró la exequibilidad de la Ley 1475 (Reforma Política), el voto en blanco es «una expresión política de disentimiento, abstención o inconformidad, con efectos políticos» y agrega que «el voto en blanco constituye una valiosa expresión del disenso a través del cual se promueve la protección de la libertad del elector. Como consecuencia de este reconocimiento la Constitución le adscribe una incidencia decisiva en procesos electorales orientados a proveer cargos unipersonales y de corporaciones públicas de elección popular».

De acuerdo con el artículo 9 del Acto Legislativo 01 de 2009, en caso de victoria del voto en blanco, 
"Deberá repetirse por una sola vez la votación para elegir miembros de una corporación pública, gobernador, alcalde o la primera vuelta en las elecciones presidenciales, cuando el total de los votos válidos, los votos en blanco constituyan la mayoría. Tratándose de elecciones unipersonales no podrán presentarse los mismos candidatos, mientras que en las corporaciones públicas no se podrán presentar a las nuevas elecciones las listas que no hayan alcanzado el umbral". 
Según lo anterior, si en la repetición de las votaciones llegara a ganar nuevamente el voto en blanco, quedaría como ganador el candidato que alcanzó la mayoría de votos válidos en el certamen electoral. Por lo cual, se elegirá el segundo puesto en votos. La Corte Constitucional, en sentencia C-490 de 2011 declaró inexequible la norma de la Reforma Política que ordenaba repetir elecciones «cuando el voto en blanco obtenga más votos que el candidato o lista que haya sacado la mayor votación» y en consecuencia la mayoría necesaria para repetir la elección es mayoría absoluta, es decir el 50% más 1 de los votos válidos, y no mayoría simple.

## Gobernador
|  | 55.58 % |

|  | 34.96 % |

|  | 4.93 % |

|  | 2.09 % |

|  | 1.51 % |

|  | 0.33 % |

|  | 0.31 % |

|  | 0.29 % |

|  | 6 % |

|  | 1.78 % |

|  | 9.16 % |

## Asamblea Departamental
|  | 16.75 % |

|  | 16.16 % |

|  | 12.15 % |

|  | 10.51 % |

|  | 9.96 % |

|  | 7.69 % |

|  | 5.68 % |

|  | 5.30 % |

|  | 3.69 % |

|  | 1.14 % |

|  | 10.98 % |

|  | 2.91 % |

|  | 13.06 % |

### Diputados electos
| #  | Nombre                           | Votos | Partido                           |
| -- | -------------------------------- | --- | --------------------------------- |
| 1  | Hector Libardo Burbano Benavides | 36.528 | Partido Conservador Colombiano    |
| 2  | Milton Eduardo Guamanzar Bravo   | 31.407 | Partido Liberal Colombiano        |
| 3  | Fabio Hernán Zarama Bastidas     | 25.888 | Partido Conservador Colombiano    |
| 4  | Juan Aníbal Álvarez López        | 25.430 | Partido Liberal Colombiano        |
| 5  | Carlos Alberto Pinchao Cuasquer  | 19.200 | Autoridades Indígenas de Colombia |
| 6  | Rodolfo Alexander Rassa Bravo    | 16.786 | Partido Cambio Radical            |
| 7  | Rosaurina Guevara Rosero         | 16.608 | Pacto Histórico                   |
| 8  | Jaime Alonso Bolaños Bolaños     | 15.643 | De Frente por Nariño              |
| 9  | Alexander Realpe Rubio           | 14.167 | Partido Cambio Radical            |
| 10 | Cristian Daniel Díaz Bastidas    | 13.018 | Alianza por Nariño                |
| 11 | Guillermo Jorge Díaz Hidalgo     | 11.182 | Partido Liberal Colombiano        |
| 12 | Isabel Rodríguez Guevara         | 10.425 | Alianza Democrática Amplia        |
| 13 | Fabio Célimo Valencia Marinez    | 7.224 | Partido Conservador Colombiano    |
| 14 | Berner León Zambrano Eraso       | Candidato a la gobernación en segunda posición aceptó la curul establecida en el estatuto de la oposición. | De Frente por Nariño              |